# La gentilezza del tocco
La gentilezza del tocco è un film del 1988 diretto da Francesco Calogero.
Si tratta dell'esordio del regista siciliano Calogero, premiato al Festival di Bellaria del 1988.

## Trama
Giorgio, un correttore di bozze, indaga sulla recensione del critico musicale Federico Cami, solitamente cinico, che questa volta si è mostrato sorprendentemente benevolo nei confronti della pianista debuttante Irene Della Pace.

## Accoglienza

### Critica
Il regista siciliano Calogero, qui al debutto, realizza questo film con pochi mezzi (girato in 16 mm) e lo ambienta nella sua Messina, è una storia solo all'apparenza semplice i cui tratti ricordano per intelligenza ed eleganza quelli di Éric Rohmer.